# سارة الشامي
سارة الشامي ممثلة مصرية، ولدت في مدينة القاهرة ، شاركت في العديد من المسلسلات والأفلام 

## السيرة الذاتية
ممثلة مصرية طالبة في معهد فنون مسرحية، بدأت مشوارها الفني عام 2012، في موسم رمضان، بمسلسل الخانكة، مع النجمة غادة عبد الرازق، الذي قدمت من خلاله دور صديقة «عاصم» في المدرسة، وعلى الرغم من صغر دورها، إلا إنها لفتت الأنظار لها كثيرًا، وشاركت قبل ذلك في مسلسل شربات لوز مع النجمة يسرا، وفيلم «فبراير الأسود» مع الفنان الراحل خالد صالح.

## أعمالها
| سنة الإنتاج | المسلسل / الفيلم         | بمشاركة                                                               |
| 2023        | حرب                      | احمد السقا، محمد فراج، ساره الشامي                                    |
| ----------- | ------------------------ | --------------------------------------------------------------------- |
| 2022        | الجسر (مسلسل)            | عمرو سعد، نيللي كريم                                                  |
| 2021        | زي القمر (مسلسل)         | إلهام شاهين، وفاء عامر، لقاء الخميسي، رانيا فريد شوقي، درة (ممثلة)    |
| 2021        | ماكو (فيلم)              | نيكولا معوض، بسمة (ممثلة)، منذر رياحنة                                |
| 2021        | موسى (فيلم)              | كريم محمود عبد العزيز، إياد نصار، أسماء أبو اليزيد                    |
| 2020        | فرصة تانية (مسلسل)       | ياسمين صبري، أحمد مجدي (ممثل)، أيتن عامر، هبة مجدي                    |
| 2019        | أنا شيري دوت كوم (مسلسل) | بسنت شوقي، محمد مهران، لاشينة لاشين، نرمين زعزع                       |
| 2018        | رحيم (مسلسل)             | ياسر جلال، نور (ممثلة)، محمد رياض، حسن حسني                           |
| 2018        | الأب الروحي (مسلسل)      | سوسن بدر، أحمد عبد العزيز (ممثل)                                      |
| 2017        | الأب الروحي (مسلسل)      | محمود حميدة، سوسن بدر، أحمد عبد العزيز (ممثل)، عايدة رياض، أحمد فلوكس |
| 2017        | كلبش                     | أمير كرارة، محمد لطفي (ممثل)، محمود البزاوي، هالة فاخر، أحمد صيام     |
| 2016        | الخانكة (مسلسل)          | غادة عبد الرازق، ماجد المصري، فتحي عبد الوهاب، نهال عنبر              |
| 2014        | مسلسل فيس أبوك           | نيكول سابا، إسراء عبد الفتاح (ممثلة)                                  |
| 2013        | فبراير الأسود            | خالد صالح، طارق عبد العزيز، إدوارد (ممثل)، سليمان عيد                 |
| 2012        | شربات لوز                | يسرا، سمير غانم، صبا مبارك، يارا جبران                                |
| 2023        | مسلسل زينهم              | أحمد داوود ، كريم قاسم                                                |
| 2025        | فيلم الصفا ثانوية بنات   | علي ربيع                                                              |

## وصلات خارجية
- سارة الشامي على موقع IMDb (الإنجليزية)
- سارة الشامي على موقع الدهليز
- سارة الشامي على موقع قاعدة بيانات الأفلام العربية
- سارة الشامي على موقع قاعدة بيانات الفيلم (الإنجليزية)